# شبرق أراغوني
الشبرق الأراغوني (باللاتينية: Ononis aragonensis) نوع نباتي ينتمي إلى جنس الشبرق من الفصيلة البقولية.

## الموئل والانتشار
موطنه مناطق غرب حوض البحر الأبيض المتوسط من المغرب العربي إلى إسبانيا وفرنسا.